# フレデリク・ネー
フレデリク・ミシェル・ロジェ・ネー（Frédéric Michel Roger Née, 1975年4月18日 - ）は、フランス・カルヴァドス県バイユー出身の元フランス代表のサッカー選手（FW）。

## タイトル
- ディヴィジオン/リーグ・アン: 2001-02,[2] 2002-03[3]